# Primera batalla de Passchendaele
La Primera Batalla de Passchendaele se libró el 12 de octubre de 1917 en las cercanías de la localidad belga de Ypres, en donde se enfrentaron unidades británicas procedentes de la Tercera batalla de Ypres contra las tropas alemanas estacionadas en las crestas al sur y al este de Ypres como parte de una estrategia decidida por los Aliados en las conferencias celebradas en noviembre de 1916 y mayo de 1917. La pequeña localidad de Passchendaele estaba en la última cresta al este de Ypres, un importante cruce ferroviario localizado en Roulers, principal ruta de abastecimiento del IV Ejército alemán. Después de un período de sequía en septiembre, las lluvias comenzaron el 3 de octubre, diezmando gran parte de la artillería británica emplazada frente a Passchendaele. Los cañones restantes se dejaron en posiciones antiguas y se dispararon en el límite de su alcance o fueron operados desde cualquier terreno plano cerca de carreteras de madera o de plataformas, muchas de las cuales eran inestables; cuando se consideró imposible moverlas hacia nuevas posiciones, el ataque comenzó.
Durante la batalla, la información engañosa y los retrasos en la comunicación hicieron que Herbert Plumer y Douglas Haig sostuviesen la idea de un avance sustancial hacia la cordillera de Passchendaele. Lo cierto fue que si bien los atacantes habían logrado avanzar hacia el pueblo, la mayor parte del terreno capturado había sido perdido por los contraataques alemanes durante la tarde. Los ataques del Quinto Ejército Británico más al norte de Poelcappelle fueron apoyados por la intervención del Primer Ejército Francés para cerrarlos en el Bosque de Houthoulst, pero a finales del 9 de octubre la línea del frente cerca de Passchendaele apenas había cambiado. En lugar de un avance de 1500 metros para completar la captura de Passchendaele, el ataque británico del 12 de octubre comenzó a 1800-2300 metros de la aldea. La posición real de la línea del frente fue descubierta por el reconocimiento aéreo, pero la información llegó demasiado tarde, sin apenas modificar el plan.
El 12 de octubre, el ataque principal fue conducido por las fuerzas de Anzac del II Ejército británico contra el IV Ejército alemán, con una operación de apoyo del V Ejército, entre el límite septentrional del Segundo Ejército y el Primer Ejército francés. Los alemanes mantuvieron el control del terreno elevado en la cordillera de Passchendaele frente al I y II cuerpo de Anzac, donde el ataque fue rechazado y motivaron a las tropas británicas a retirarse de la mayoría de los terrenos capturados, tal y como sucedió el 9 de octubre. Los ataques en el sector del XVIII Cuerpo desde el flanco derecho del Quinto Ejército, al norte de Poelcappelle, fueron costosos y ganaron poco terreno. El único avance considerable fue por parte del XIV Cuerpo británico desde Poelcappelle, que logró juntarse con el Primer Ejército francés más allá del ferrocarril de Ypres-Staden, retrayendo a los alemanes a las inmediaciones del bosque de Houthoulst. La ofensiva británica fue pospuesta hasta que mejorase el tiempo y se restablecieran las comunicaciones de retaguardia. Dos divisiones alemanas destinadas a Italia fueron desviadas a Flandes para reemplazar las pérdidas «extraordinariamente altas». La batalla había sido un éxito defensivo alemán, pero fue costosa para ambas partes.